# Noord-Hollands Archief

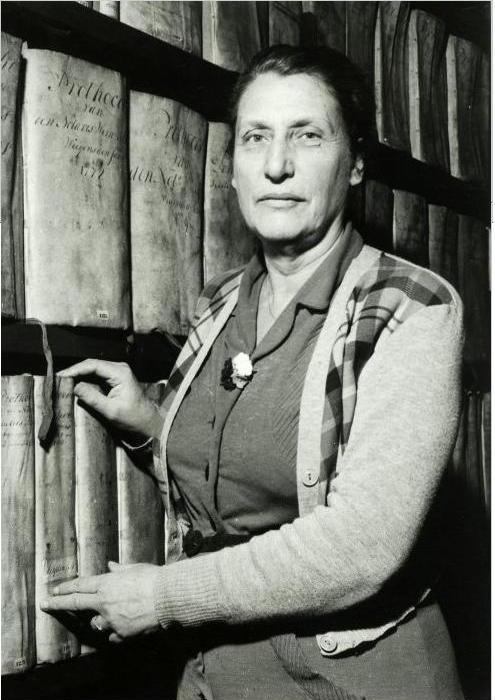
Gerda H. Kurtz, de eerste vrouwelijke gemeentearchivaris in de Janskerk in Haarlem.

Het Noord-Hollands Archief in Haarlem is het Regionaal Historisch Centrum voor Noord-Holland, Kennemerland en Haarlem. Bij het Noord-Hollands Archief zijn gegevens te vinden over de geschiedenis van de hele provincie, van de regio Kennemerland en van de provinciehoofdstad Haarlem. Het archief is gehuisvest op twee locaties: de Janskerk (het publiekscentrum en de studiezaal) en achter het voormalig Doopsgezind Weeshuis aan de Kleine Houtweg in Haarlem.

## Geschiedenis
Het Noord-Hollands Archief is op 1 februari 2005 ontstaan door een fusie tussen de Archiefdienst voor Kennemerland (AVK) en het Rijksarchief in Noord-Holland (RANH). De AVK kwam voort uit het Gemeentearchief Haarlem waarbij zich later de genoemde gemeenten uit de regio's Kennemerland en de IJmond aansloten.
Het Noord-Hollands Archief fungeert in formele zin als Rijksarchief in Noord-Holland en als gemeentearchief voor de gemeenten Aalsmeer, Beverwijk, Bloemendaal, Haarlem, Haarlemmermeer, Heemskerk, Heemstede, Uitgeest, Uithoorn, Velsen en Zandvoort en de voormalige gemeenten in dit gebied.
Vanuit die functies beheert het Noord-Hollands Archief archieven en collecties afkomstig van rijks-, provinciale en particuliere instellingen met als werkingsgebied de provincie Noord-Holland of voorgangers daarvan, Ook beheert het archieven van de genoemde gemeenten, en eventueel daarin opgegane gemeenten, en particuliere instellingen in de regio Kennemerland.
Sinds halverwege de jaren 1980 kwamen wetenschapsarchieven van personen terecht bij het het Noord-Hollands Archief. Eind jaren 80 werden na herziening van de Archiefwet ook archieven van organisaties bij het Noord-Hollands Archief ondergebracht. Hieronder vallen bijvoorbeeld de archieven van drukkerij Enschedé en drukkerij Vermande Zonen.

## Collectie
Het Noord-Hollands Archief beheert bijna 5.500 archieven, die samen 50 kilometer plankruimte beslaan. De bibliotheek van het Noord-Hollands Archief telt meer dan 97.000 titels. Tevens beheert het Noord-Hollands Archief ruim 500.000 afbeeldingen (foto’s, dia's en prentbriefkaarten, prenten, tekeningen en kaarten), waaronder de collectie van Fotopersbureau De Boer.
De archieven en verzamelingen kunnen gratis worden geraadpleegd in de studiezalen van het Noord-Hollands Archief. Toegangen op de collecties (en wat het beeldmateriaal betreft een deel van de collectie zelf) zijn ook beschikbaar via de website.

## Tentoonstellingen
Sinds november 2019 is de vaste tentoonstelling Joh. Enschedé. Drukkerij van waarde te zien in de Janskerk. Deze tentoonstelling is bekroond met Platinum bij de Muse Design Awards 2020. Vanaf november 2021 is ook de vernieuwde permanente tentoonstelling De vele gezichten van Vrouwen in verzet te bezoeken. 